# Бермудские Острова на летних Олимпийских играх 1960
Бермуды на летних Олимпийских играх 1960 были представлены 9 спортсменами, которые, как и на предыдущих Олимпийских играх были представлены только в парусном спорте.

## Состав олимпийской команды Бермуд

### Парусный спорт
Спортсменов — 9
| Место | Спортсмен                                   | Класс             | Гонка | Гонка | Гонка | Гонка | Гонка | Гонка | Гонка | Результат |
| Место | Спортсмен                                   | Класс             | 1     | 2     | 3     | 4     | 5     | 6     | 7     | Результат |
| ----- | ------------------------------------------- | ----------------- | ----- | ----- | ----- | ----- | ----- | ----- | ----- | --------- |
| 12    | Альберт Даррелл Уолтер Джоунс Норман Джоунс | 5.5 mR            | 17    | 7     | DNF   | 18    | 7     | 4     | 16    | 2297      |
| 15    | Ив Броунлоу Джимми Кемп Ричард Мастерс      | Дракон            | 23    | 7     | 24    | 18    | 16    | 19    | 4     | 3007      |
| 16    | Ричард Дивалл Тримингхэм де Форест          | Летучий голландец | 25    | 5     | 7     | 14    | 16    | 16    | 14    | 2948      |
| 32    | Грэй Броунлоу                               | Финн              | 29    | DNF   | 29    | 21    | 32    | 27    | 18    | 1433      |